# BeckerCAD
BeckerCAD ist ein CAD-Programm zur 3D-Modellierung, dessen Funktionsumfang Bereiche von Maschinenbau, Elektrotechnik, Architektur und Haustechnik umfasst. Das Programm erschien erstmals Ende der 1980er Jahre.
Das Programm wurde ursprünglich von Data Becker herausgegeben, seit 2014 vom Markt+Technik Verlag. Es ist ab BeckerCAD 10 in jeweils drei Versionen lieferbar: 2D, 3D und 3D Pro.

## Symbolbibliotheken / Anwendungsbereiche
- Maschinenbau
- Haustechnik
- Kartographie
- Architektur: Ansichten und Schnitte, sowie Grundrisse
- Brand-, Katastrophen- und Sicherheitstechnik
- Hydraulik, Pneumatik, Verfahrenstechnik, Energietechnik
- Organisation und Planung[2][3]

## Kompatibilität
Das Programm ist kompatibel zur Produktserie CADdy++ der DataSolid GmbH.
DWG-Dateien von Autodesk AutoCAD können im- und exportiert werden.
Über eine Python-Schnittstelle kann die Software erweitert werden.
Die 3D-Maus von 3Dconnexion wird nativ unterstützt.

## Unterstützte Betriebssysteme und Version
BeckerCAD läuft unter Windows 7 / Vista / XP / Windows 2000 / NT. BeckerCAD ab Version 10 läuft auch unter Windows 10. Für BeckerCAD 11 gibt der Verlag Windows Vista oder neuer als Systemvoraussetzung an. Die Version 12 läuft unter Windows 8 und Windows 10. Bei der Version 14 wird Windows 8, 8.1, 10 und Windows 11 angegeben.

## Rezeption
- Die c’t stufte BeckerCAD 2012 als „Einsteiger-CAD“ ein.[4]
- PCtipp bezeichnete BeckerCAD 2016 als „Klassiker unter den Konstruktionsprogrammen“.[7]